# Forcipomyia dolichopodida
Forcipomyia dolichopodida är en tvåvingeart som beskrevs av Chan och Linley 1989. Forcipomyia dolichopodida ingår i släktet Forcipomyia och familjen svidknott.
Artens utbredningsområde är Florida. Inga underarter finns listade i Catalogue of Life.